# Nicaea
Nicaea (chữ Hi Lạp cổ: Νίκαια), hoặc viết là Nicæa, Nicea, Nikaia, là một thành phố của Hi Lạp cổ đại nằm ở phía tây bắc Anatolia, thành phố này là địa điểm triệu tập giám mục khai mạc Giáo hội nghị Nicaea lần thứ nhất và lần thứ hai (công đồng đại kết lần thứ nhất và lần thứ bảy trong lịch sử Giáo hội Cơ Đốc giáo thời kì đầu), bài Tín điều Nicaea trứ danh là nghị quyết được soạn thảo về việc tín ngưỡng Cơ Đốc giáo có nhiều điểm khác biệt, sau khi Giáo hội nghị Nicaea lần thứ nhất kết thúc. Ngoài ra, sau khi đế quốc Byzantine bị quân Thập tự lần thứ tư đánh chiếm vào năm 1204, Nicaea trở thành thủ đô của đế quốc Nicaea do Theodore I sáng lập, mãi cho đến người Byzantine đoạt lại Constantinople vào năm 1261.
Di chỉ của thành cổ này nằm ở İznik (tên thành phố İznik nghĩa là "bắt nguồn từ Nikaia"), thành phố của Thổ Nhĩ Kì thời hiện đại, nó toạ lạc ở trong bồn địa phì nhiêu màu mỡ, phía đông của hồ İznik, phía bắc và phía nam lấy dãy núi làm ranh giới, bức tường thành phía tây xây dựng dọc theo bờ hồ, thiết kế của thành trì Nicaea không những phòng ngừa các cuộc tấn công đến từ trên hồ lại còn khiến cho quân địch khó cắt đứt đường tiếp viện của thành phố. Do diện tích của hồ tương đối rộng lớn cho nên lực lượng vây đánh không dễ gì phong toả thành phố từ đất liền, hơn nữa vì phạm vi của thành phố đủ lớn nên dù cho quân địch toan tính vận chuyển vũ khí đánh thành từ bờ ra bến cảng cũng vô cùng khó khăn.
Bốn mặt của thành cổ Nicaea được bao quanh bởi bức tường thành dài đến 5 kilômét, cao khoảng 10 mét, những bức tường cao này cùng lúc bị hai con kênh vây quanh, ngoài ra có hơn 100 lầu tháp phân bố ở các địa điểm khác nhau, một số cổng thành nằm sát phần đất liền là ngõ vào duy nhất của thành phố.
Ngày nay, Nicaea là một danh lam thắng cảnh được du khách ưa thích, mặc dù rất nhiều tường thành địa phương của nó đều đã bị đường lộ cắt xuyên qua, nhưng phần lớn di chỉ của thời kì đầu vẫn còn bảo tồn đến nay.

## Bối cảnh lịch sử
Nicaea là một thành phố nằm ở tỉnh Bursa, Thổ Nhĩ Kì, ở vào bờ đông của hồ İznik, cách Istanbul khoảng 90 kilômét về phía đông nam. Từng là thủ đô của Sultan quốc Rum, đế quốc Nicaea và đế quốc Ottoman (năm 1331, Orhan I chiếm đóng thành phố này, bỗng chốc trở thành thủ đô của đế quốc Ottoman).

### Lịch sử thời kì đầu
Thành cổ Nicaea xây dựng rất sớm, tương truyền rằng nó thuộc lãnh thổ của Thần rượu Dionysus hoặc bán thần Heracles. Một giả thuyết nói rằng nó được thiết lập vào thời kì Vương quốc Mecedonia cổ đại, tên gọi lúc đó là Ancore (Ἀγκόρη).
Tốp di dân đầu tiên của thành phố là người Mercia, sau đó Antigonus I thống trị khu vực này, đồng thời tái thiết thành phố này vào năm 315 TCN, lúc đó gọi là Antigoneia (Ἀντιγονεία).
Antigonus I sau khi thất bại trong Chiến dịch Ipsus (năm 306 TCN) đã mất đi phần lớn lãnh thổ, và lại qua đời vào năm 301 TCN. Từ sau đó khu vực này bị Lysimachus thống trị, để kỉ niệm Nicaea (en) - vợ ông, chết sớm mà đem thành phố này đặt tên là Nicaea.

### Thời kì La Mã
Năm 72 TCN nó thuộc hành tỉnh Bithynia, nước Cộng hoà La Mã, về sau Bithynia và Pontus sáp nhập thành hành tỉnh Bithynia và Pontus (en), năm 110 Gaius Plinius Caecilius Secundus đảm nhiệm Toàn quyền Hành tỉnh Bithynia và Pontus, đã xây dựng lại nhà hát bị đốt phá.
Năm 123, Hoàng đế La Mã Hadrian thị sát Nicaea sau trận động đất, rồi lại tái thiết Nicaea một lần nữa. Nicaea mới trở thành bức tường thành có hình đa giác dài khoảng 5 kilômét. Mặc dù bức tường thành mãi đến thế kỉ III mới hoàn thành nhưng tường thành mới hoàn toàn không thể cứu vãn người Nicaea, năm 258 Nicaea bị người Goth sau khi cướp sạch lại đốt phá lần nữa.

### Thời kì Byzantine

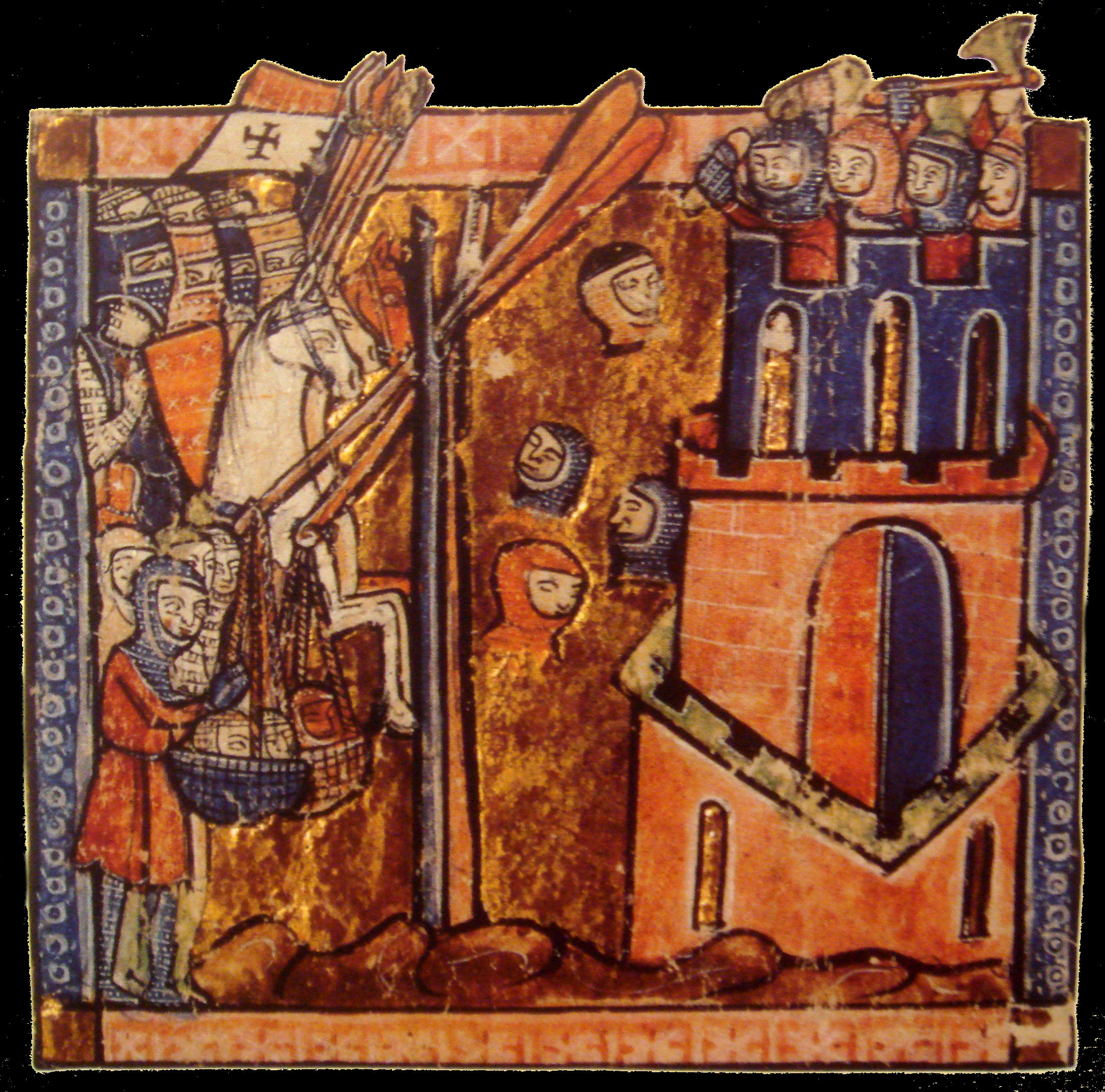
Chiến dịch vây thành Nicaea năm 1097.

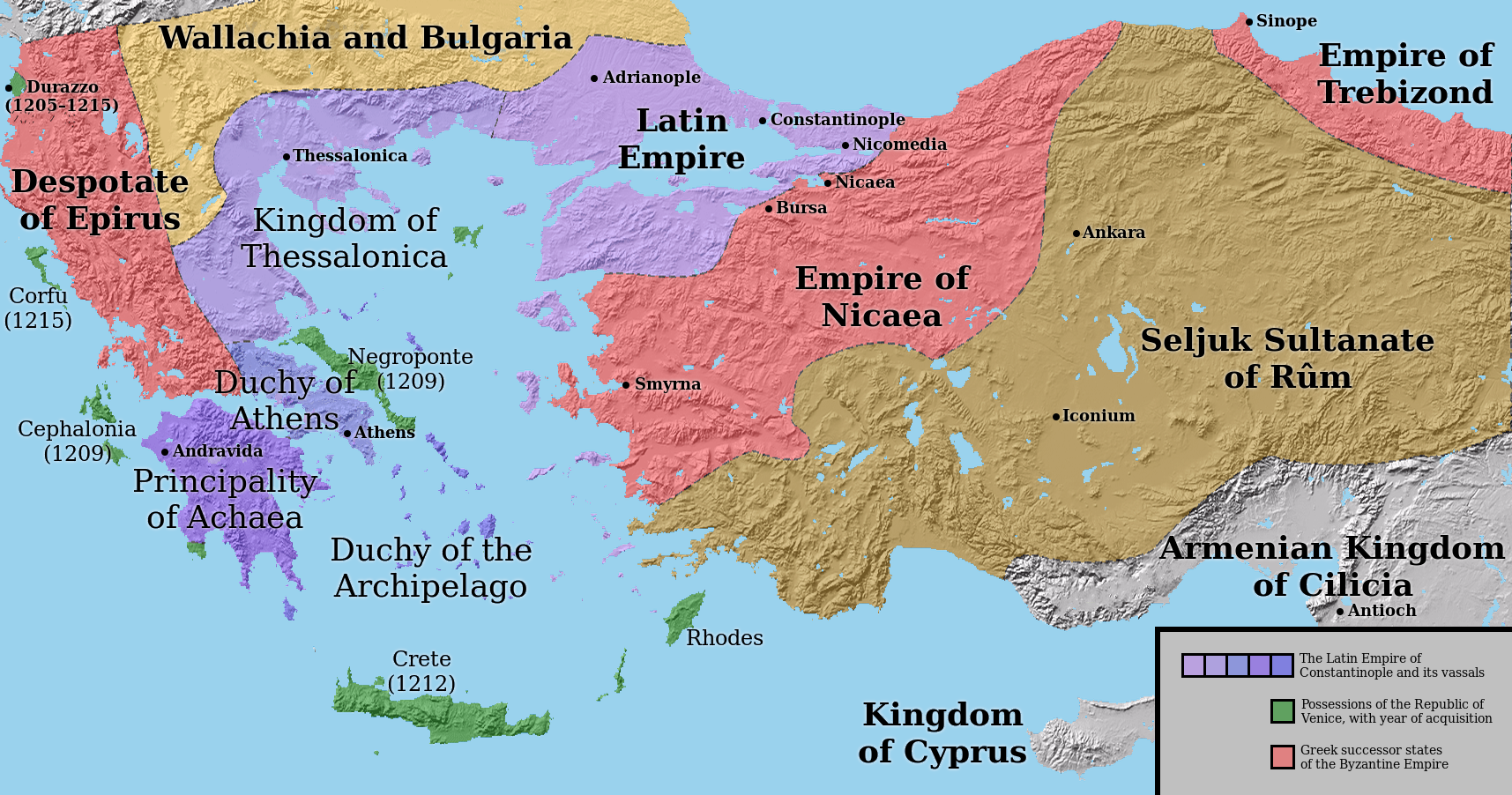
Sau cuộc Đông chinh lần thứ tư của quân Thập tự, hình thành cương vực các nước ở phía nam Balkan và phía tây Anatolia sau sự chia cắt sơ bộ Byzantine (biên giới hoàn toàn không ổn định).

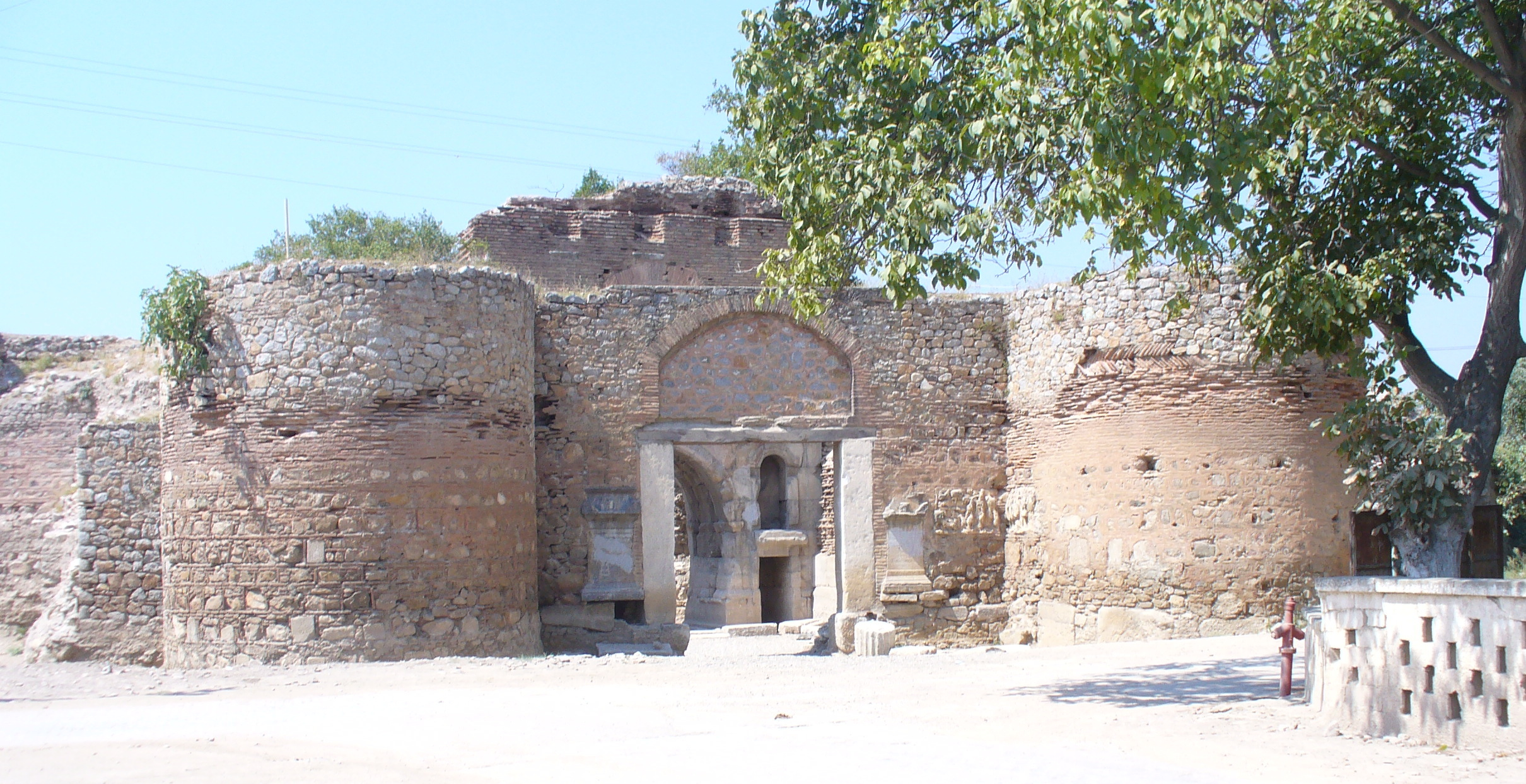
Cổng Lefke, một phần của tường thành Nicaea.

Nicaea đạt được sự phát triển tương đối lớn vào thời kì Byzantine, không chỉ kinh tế phồn vinh lại còn trở thành một trong những trung tâm hành chính và quân sự lúc bấy giờ.
Năm 325, Constantine Đại đế đã triệu tập khai mạc Công đồng đại kết lần thứ nhất tại nơi này, sử gọi là Giáo hội nghị Nicaea lần thứ nhất.
Song, đi cùng với việc thiết lập thủ đô mới Constantinople và hai trận động đất vào năm 363 và năm 368, Nicaea lại suy bại, mãi cho đến thời kì Justinian I mới được khôi phục.
Năm 715, hoàng đế phế truất Anastasius II bỏ trốn đến đây.
Năm 716 và năm 727, Nicaea đã kháng cự thành công hai cuộc xâm lược của Đế quốc Hồi giáo Umayyad.
Năm 740, Nicaea lại bị động đất (en).
Năm 787, Constantine VI đã triệu tập khai mạc Công đồng đại kết lần thứ bảy ở Nicaea, sử gọi là Giáo hội nghị Nicaea lần thứ hai.
Vào thế kỉ IX, thủ phủ của quân khu Opsikion từ Ankara dời đến Nicaea.
Do nằm gần Constantinople, Nicaea luôn được coi là căn cứ địa của phiến quân tấn công thủ đô vào thế kỉ X và XI.
Năm 1077, Suleiman ibn Qutalmish (en) đã chiếm đóng phần lớn Tiểu Á, tự xưng là sultan của vương triều Seljuk. Sử gọi là Sultan quốc Rum, đóng đô ở Nicaea.
Ngày 7 tháng 1 năm 1078, Hoàng đế Byzantine Nikephoros III giành được sự ủng hộ xưng đế ở Nicaea của Suleiman ibn Qutalmish, tiến quân vào Constantinople, ép buộc Michael VII thoái vị, đồng thời còn cưới hoàng hậu Maria (en) nhỏ hơn ông 50 tuổi làm vợ.
Tháng 6 năm 1097, quân đội của quân Thập tự Đông chinh lần thứ tư đã đánh chiếm Nicaea lúc bấy giờ là thủ đô của Sultan quốc Rum, Kilij Arslan I - con trai của Suleiman, dời đô đến Konya, sau đó mới lại bị Byzantine tiếp tục thống trị.
Năm 1204, quân Thập tự Đông chinh lần thứ tư dưới sự xúi giục của người Venice đã đánh chiếm và cướp bóc Constantinople, đế quốc Byzantine chia năm xẻ bảy, Theodore I đã thiết lập đế quốc Nicaea, đóng đô ở Nicaea.
Năm 1261, đế quốc Nicaea dễ như trở bàn tay đã đoạt lấy Constantinople - thủ đô của đế quốc La-tinh, Michael VIII trở thành hoàng đế của đế quốc Byzantine, tầm quan trọng của Nicaea bỗng nhiên giảm sút.
Năm 1290, Hoàng đế Andronikos II vì mục đích đối phó mối uy hiếp của đế quốc Ottoman nên đã tăng cường phòng thủ Nicaea.
Ngày 11 tháng 6 năm 1329, Hoàng đế Andronikos III bị quân đội Ottoman đánh bại ở Pelekanon (sử gọi là Chiến dịch Pelekanon, en), Byzantine kể từ đó không còn sức bảo vệ Nicaea, ngày 2 tháng 3 năm 1331, Nicaea đầu hàng quân đội Ottoman sau cuộc bao vây lâu dài.

### Thời kì Ottoman

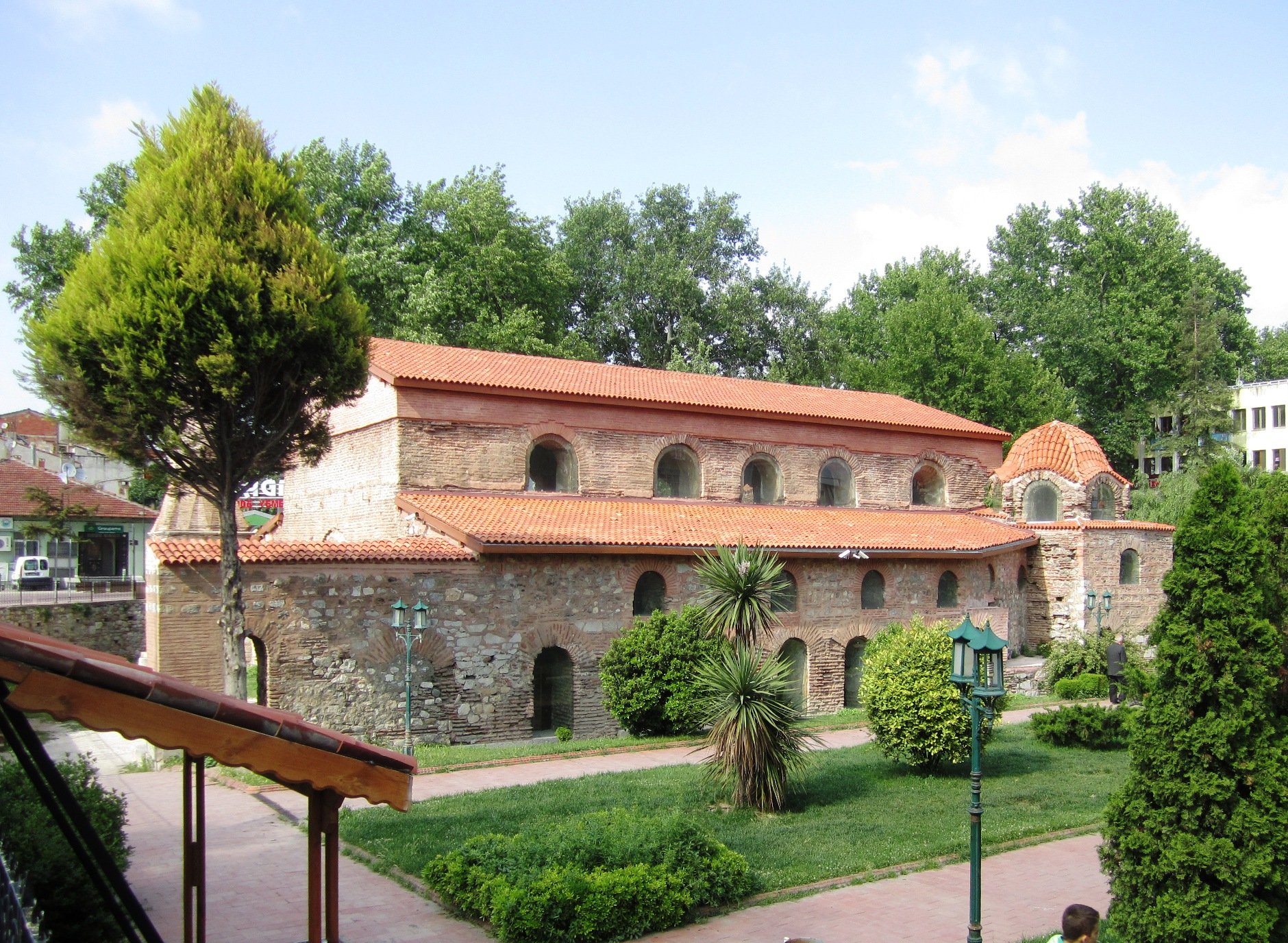
Nhà thờ Hồi giáo Hagia Sophia, İznik, ảnh chụp vào năm 2012.

Năm 1331, Orhan I - thủ lĩnh Ottoman (cách gọi sultan mãi đến năm 1383 mới bắt đầu sử dụng), đã đánh chiếm Nicaea, và tạm thời đóng đô tại nơi đây, năm 1335 dời đến Bursa. Kể từ đó Nicaea được gọi là İznik, ngày 29 tháng 5 năm 1453, Mehmed II - sultan của đế quốc Ottoman, sau khi đã đánh chiếm Constantinople, İznik càng mất đi tầm quan trọng của nó.
Vào thế kỉ XV - XVII, vì được sự ủng hộ của hoàng thất Ottoman (en), cùng với việc kiến thiết đế quốc quy mô lớn vào thời kì đầu khiến cho nhu cầu tăng lên, İznik trở thành trung tâm sản xuất gạch nung và đồ gốm quan trọng ở Thổ Nhĩ Kì. Trong đó nhà thờ Hồi giáo Rüstem Pasha và hoàng cung Topkapı đều sử dụng số lượng lớn gạch men sứ có nguồn gốc từ İznik. Vào thời kì này, bởi vì ngành công nghiệp gốm sứ ở İznik hưng thịnh cho nên chỗ này đã sản xuất đồ gốm chất lượng cao, như bát đĩa, giá cắm nến, bình chai,... Phong cách và hoa văn của những đồ gốm này bị đồ sứ của triều Nguyên và triều Minh, Trung Quốc ảnh hưởng.
Cuối thế kỉ XVI, do đánh mất sự ủng hộ của hoàng thất, cộng thêm số lượng đồ sứ Trung Quốc được đế quốc Ottoman nhập khẩu vào giữa thế kỉ XVI tiếp tục gia tăng, đều khiến cho nhu cầu và chất lượng của đồ gốm İznik dần dần giảm sút. Đồ gốm İznik cuối cùng được truy nguồn là đĩa sứ có từ năm 1678, khắc chữ Hi Lạp thể uncial.
Năm 1921, phần lớn khu đô thị của İznik bị phá hoại bởi Chiến tranh Hi Lạp - Thổ Nhĩ Kì.

## Nhân vật nổi tiếng
1. Hipparchus (190 TCN - 120 TCN, chữ Hi Lạp: Ίππαρχος) là nhà thiên văn học vĩ đại nhất của Hi Lạp cổ đại.
2. Cassius Dio (165 - 235, chữ Hi Lạp: Δίων Κάσσιος) là nhà chính trị và nhà lịch sử học của La Mã cổ đại.
3. Sporus (240 - 300, chữ Hi Lạp: Σπόρος) là nhà số học và nhà thiên văn học của La Mã cổ đại.
4. George Pachymeres (1242 - 1310, chữ Hi Lạp: Γεώργιος Παχυμέρης) là nhà sử học, nhà triết học và tác giả tạp văn của đế quốc Byzantine.

## Chú ý
1. ↑  Hành tỉnh La Mã (chữ Anh: Roman province), chỉ khu vực hành chính do La Mã cổ đại sai cử toàn quyền cai quản ở những nơi bị chinh phục nằm bên ngoài nước Ý. La Mã trong quá trình phát triển thành bá quốc ở Địa Trung Hải, đã chọn lấy phương pháp thống trị khác so với trước kia đối với những người bị Ý chinh phục, vùng lãnh thổ chinh phục ở hải ngoại liên tục thiết lập chế độ hành tỉnh.

Từ "hành tỉnh" (provincia) ban đầu chỉ lĩnh vực thực thi chức quyền do Viện nguyên lão hoạch định cho các quan chức hành chính La Mã có được quyền chỉ huy quân sự, có cái nằm ở bên trong nước Ý, có cái nằm bên ngoài nước Ý.